# Iuliu Căpâlnean
Iuliu Căpâlnean (n. Turdaș, comuna Hopârta - d. 1951, Ocna Mureș)  a fost un deputat în Marea Adunare Națională de la Alba Iulia, organismul legislativ reprezentativ al „tuturor românilor din Transilvania, Banat și Țara Ungurească”, cel care a adoptat hotărârea privind Unirea Transilvaniei cu România, la 1 decembrie 1918.

## Biografie
Iuliu Căpâlnean s-a născut în Turdaș, comitatul Alba de Jos și a fost delegat al Cercului Vințu de Sus. Studiile le-a făcut în teologie, fiind preot unit, apoi paroh și protopop în Ocna Mureș.
A decedat și a fost înmormântat la Ocna Mureș, în anul 1951.

## Studii
A urmat școala primară la Turdaș, iar apoi Liceul Sfântul Vasile din Blaj și Academia Teologică din Blaj. După terminarea studiilor (1905), a fost hirotonit preot. 

## Activitate profesională
După hirotonirea sa ca preot, Iuliu Căpâlnean a funcționat ca paroh în satul Vereșmort (azi Unirea). Ulterior, din anul 1939 până în 1945, a fost paroh și protopop în orașul Ocna Mureș.

## Activitate politică
A fost ales delegat în adunarea cercului ținută la Măhaciu Popii Grigorie. A organizat comitete naționale și a format gărzi în toate comunele începând cu data de 2 noiembrie 1918.